# Бібліотека № 152 сімейного читання (Київ)
Бібліотека № 152 сімейного читання (Київ) Голосіївського району, м. Київ.

## Адреса
03187 м. Київ, вулиця Академіка Заболотного, 20-а

## Характеристика
Площа приміщення бібліотеки — 225 м², книжковий фонд — 14,4 тис. примірників.
Щорічно обслуговує 4,1 тис. користувачів, кількість відвідувань за рік — 26,0 тис., книговидача складає 69,0 тис. примірників.

## Історія бібліотеки
Бібліотека вперше відкрила свої двері всім любителям і цінителям книги у квітні 1995 року.

## До послуг користувачів
- обслуговування в читальному залі;
- доступ до інформаційних ресурсів через мережу інтернет;
- доступ до електронного каталогу;
- консультативна допомога бібліографа;
- тематичні бібліографічні ресурси з актуальних питань;
- віртуальні презентації;
- творчі акції, зустрічі з цікавими людьми;
- дні інформації, презентації, бібліографічні огляди тощо.
- абонемент, де широко представлені сучасні художні твори для дорослих і дітей, популярна література для дому й сім'ї з питань виховання дітей, сімейних стосунків, охорони здоров'я, ведення домашнього господарства, жіночої тематики;
- дитячий куточок, де зібрана література для найменших читачів;
- читальний зал, де представлені довідкові видання, популярна галузева література, література на допомогу освіті та самоосвіті, періодичні видання.

Працюючи в тісному контакті зі школами, дошкільними закладами та родинами, бібліотека стала центром інформації, культурного дозвілля, розкриття творчих здібностей дітей, джерелом самоосвіти.